# Вашурин, Пётр Семёнович
Пётр Семёнович Вашурин (19 сентября 1912 — 29 октября 1991) — советский военачальник, генерал-лейтенант (08.08.1955).

## Ранняя биография
Родился 19 сентября 1912 года в селе Воронцово-Николаевское Сальского округа Области Войска Донского Российская империя (ныне — город Сальск, Ростовская область). Русский.
До службы в армии Вашурин жил и учился в интернате школы 2-й ступени им. 10-летия Октябрьской революции в селе 2-й Икигонос Большедербетовского улуса Калмыцкой АССР.

## Военная служба
В Красной Армии с октября 1929 года.
1 октября 1929 года добровольно поступил в Борисоглебско-Ленинградскую кавалерийскую школу, по её окончании в феврале 1932 года назначен командиром сабельного взвода в отдельный кавалерийский эскадрон 26-й Сталинской стрелковой дивизии Особой Краснознамённой Дальневосточной армии в город Ворошилов. В 1932 году вступает в ВКП(б). С июня 1934 года командовал взводом конных разведчиков 78-го стрелкового полка этой же дивизии. С октября и.д. офицера для поручений, затем помощника начальника штаба 86-го Новозаволжского Красногусарского кавалерийского полка 8-й Дальневосточной кавалерийской дивизии ОКДВА.
В августе 1937 года переведён в штаб ОКДВА на должность помощника начальника 3-го отделения.
С ноября 1937 года Вашурин находился на учёбе в Военной академии РККА им. М. В. Фрунзе. Будучи слушателем 3-го курса, в сентябре 1939 года убыл в Белорусский Особый военный округ на должность начальника оперативного отделения штаба 29-й стрелковой дивизии, по прибытии в город Слоним допущен к исполнению должности начальника штаба дивизии. В её составе принимал участие в походе Красной Армии в Западную Белоруссию.
В феврале 1940 года капитан Вашурин убыл на Северо-Западный фронт в распоряжение Военного совета 9-й армии (г. Ухта). В ходе советско-финской войны 1939—1940 годах состоял в группе контроля при Военном совете армии. По завершении боевых действий был отозван в Москву для окончания академии. В мае 1940 года выпустился и был назначен начальником штаба 11-го Саратовского Краснознамённого кавалерийского полка 5-й Ставропольской кавалерийской дивизии им. М. Ф. Блинова Киевского особого военного округа, дислоцировавшейся в городе Львов. В этой должности участвовал в июле 1940 года в походе Красной Армии в Бессарабию. Накануне войны дивизия входила в состав 2-го кавалерийского корпуса им. Совнаркома УССР Одесского военного округа.

### Великая Отечественная война
С началом Великой Отечественной войны полк в составе дивизии 9-й армии Южного фронта вёл боевые действия на реке Прут под городом Оргеев, затем на реке Днестр у Дубоссар, под городами Балта, Новый Буг и Новая Одесса, с боями отходил к реке Днепр в район города Ромны.
В боях с 9 по 12 июля 1941 года при отходе от Дубоссар на новый оборонительный рубеж капитан проявил себя с самой лучшей стороны. 9 июля противнику атакой во фланг удалось отсечь от главных сил два эскадрона, где он и находился (4-й и 1-й). Вашурин сумел организовать и распределить силы и вывел оба эскадрона из окружения. 12 июля уже весь полк был окружен. Здесь он проявил личную храбрость, мужество и героизм и вывел полк из окружения, сохранив его Боевое знамя.
25 сентября 1941 года майор Вашурин убыл в штаб 2-го кавалерийского корпуса на должность помощника начальника оперативного отдела и служил здесь до 27 января 1942 года. В сентябре — октябре, будучи в штабе корпуса, участвовал в боях под Шепетовкой и Богодуховым.
В конце октября 1941 года корпус был переброшен под Москву, где вёл бои в районах северо-западнее Серпухова и при обороне Каширы. За проявленную отвагу в боях за Отечество, за стойкость, мужество, дисциплину и организованность, за героизм личного состава он был переименован в 1-й гвардейский кавалерийский корпус им. Совнаркома УССР. В ходе контрнаступления под Москвой его соединения и части принимали участие в Тульской и Калужской наступательных операциях, в боях за Мордвес, Венёв, Сталиногорск, Козельск, Мосальск.
В конце января 1942 года майор Вашурин вступил в должность начальника оперативного отдела штаба этого же 1-го гвардейского кавалерийского корпуса. С 28 января корпус в составе пяти дивизий, прорвав оборону противника вдоль Варшавского шоссе, выступил в рейд по тылам врага. В течение пяти месяцев его соединения вели активные боевые действия на территории Смоленской области совместно с частями воздушного десанта под Вязьмой. В ходе рейда с 23 февраля 1942 года майор Вашурин вступил в должность начальника штаба корпуса.
Приказом по войскам Западного фронта от 31 мая 1942 года за боевые отличия в ходе рейда он был награждён орденом Красного Знамени.
По выходе к своим войскам подполковник Вашурин с группой офицеров штаба корпуса в течение месяца оставался в Смоленских лесах, выполняя задания Военного совета Западного фронта. 27 июля вернулся в корпус и вступил в должность начальника штаба 1-й гвардейской Ставропольской кавалерийской дивизии им. М. Ф. Блинова (бывшая 5-я). В августе её части в составе того же корпуса 16-й армии Западного фронта отражали наступление противника из района Жиздры, затем дивизия была выведена в резерв корпуса и фронта, а в начале 1943 года — в резерв Ставки ВГК.
Приказом по войскам Западного фронта от 24 января 1943 года полковник Вашурин был награждён вторым орденом Красного Знамени.
В начале февраля 1943 года дивизия вместе с корпусом была подчинена Юго-Западному фронту и в составе 6-й армии участвовала в операции по освобождению Донбасса, в боях на реке Северский Донец. С 16 марта её части в составе 3-й танковой армии отражали наступление противника южнее Харькова (в районе Балаклеи). За эти бои дивизия была награждена орденом Ленина (31.3.1943).
В апреле 1943 года дивизия была выведена в резерв Юго-Западного фронта, затем с 16 сентября в составе корпуса включена в Воронежский (с 10 октября — 1-й Украинский) фронт и участвовала в освобождении Левобережной Украины, форсировании реки Днепр (севернее г. Ржищев) и захвате плацдарма на противоположном берегу. В ноябре её части успешно действовали в Киевской наступательной операции, за что она была награждена орденом Суворова 2-й степени (13.11.1943).
С января 1944 года она в составе 13-й армии успешно действовала в Ровно-Луцкой и Проскуровско-Черновицкой наступательных операциях. За отличия в боях на луцком направлении дивизия была награждена орденом Богдана Хмельницкого 2-й степени (7.02.1944), а её начальник штаба полковник Вашурин был представлен к награждению орденом Ленина, но награждён орденом Отечественной войны 1-й степени (3.3.1944).
С 17 июня 1944 года вступил в командование этой дивизией. В ходе Львовско-Сандомирской наступательной операции она действовала в составе конно-механизированной группы генерал-лейтенанта В. К. Баранова, вела бои за города Жулкев, Перемышль, поселок Кросно (Польша) и другие. В начале сентября дивизия в составе корпуса, входившего в 38-ю армию, принимала участие в Карпатско-Дуклинской наступательной операции.
Приказом по войскам 1-го Украинского фронта от 20 сентября 1944 года полковник Вашурин был награждён орденом Александра Невского.
В последующем дивизия вела боевые действия в составе 21-й, 3-й гвардейской танковой, а с 31 января 1945 года — 60-й армий этого же фронта. В ходе Сандомирско-Силезской наступательной операции в середине января 1945 года её части перешли в наступление с Сандомирского плацдарма. 20 января 1945 года они форсировали реку Одер северо-западнее м. Козель, захватили плацдарм и вели бои за его удержание. С марта 1945 года полковник Вашурин допущен к и.д., а в апреле этого года назначен начальником штаба 1-го гвардейского кавалерийского Житомирского Краснознамённого корпуса им. СНК УССР. Участвовал с ним в Берлинской и Пражской наступательных операциях, в боях на реках Нейсе и Эльба (в районе г. Риза). За боевые отличия, умелое руководство штабом корпуса он был награждён орденом Суворова 2-й степени, а за встречу с американскими войсками на реке Эльба — офицерским орденом США «Легион Почета».

### После войны
Продолжал служить в том же корпусе и в той же должности в Центральной группе войск, с октября 1945 года — в Южно-Уральском военном округе (г. Уфа).
Летом 1946 года корпус был расформирован, а генерал-майор Вашурин в июне назначен заместителем начальника Оперативного управления Северо-Кавказского военного округа.
С ноября 1946 года по январь 1949 года находился на учёбе в Высшей военной академии им. К. Е. Ворошилова, затем был назначен заместителем командира 11-го гвардейского стрелкового Краснознамённого ордена Суворова корпуса МВО в городе Калинин.
В январе 1951 года переведён на должность начальника Оперативного управления, он же 1-й заместитель начальника штаба Белорусского военного округа. С мая 1952 года начальник Управления боевой и физической подготовки этого же округа, с июля 1954 года назначен 1-м заместителем начальника управления по боевой подготовке Белорусского военного округа.
В январе 1955 года назначен командиром 128-го стрелкового корпуса (4 марта того же года переименован в 42-й) БВО.
С мая 1956 года — 1-й заместитель командующего 28-й армией БВО.
С мая 1958 года — заместитель командующего, он же начальник Управления боевой подготовки штаба Туркестанского военного округа.
В апреле 1961 года генерал-лейтенант Вашурин вступил в командование 13-й армией Прикарпатского военного округа.
В июне 1968 года назначен заместителем начальника Военной академии им. М. В. Фрунзе. С февраля 1973 года и.д. консультанта академии.
Приказом МО СССР от 23 января 1976 года уволен в запас.
Ушёл из жизни 29 октября 1991 года, похоронен на Троекуровском кладбище в Москве.

## Воинские звания
- капитан (17.04.1938)
- майор (30.08.1941)
- подполковник (28.04.1942)
- полковник (06.08.1942)
- Генерал-майор (27.06.1945)
- Генерал-лейтенант (08.08.1955)

## Награды
СССР
- два ордена Ленина (26.10.1955, 22.02.1968)
- три ордена Красного Знамени (31.05.1942, 24.01.1943, 28.10.1950)
- орден Суворова II степени (31.05.1945)
- Орден Александра Невского (20.09.1944)
- два ордена Отечественной войны I степени (03.03.1944, 06.04.1985)
- орден Красной звезды (03.11.1944)
- Орден «За службу Родине в Вооружённых Силах СССР» III степени (30.04.1975)
  - Медали СССР в том числе:
  - «За оборону Москвы» (1944)
  - «За Победу над Германией в Великой Отечественной войне 1941—1945 гг.» (1945)
  - «Ветеран Вооружённых Сил СССР» (1976)

Приказы (благодарности) Верховного Главнокомандующего в которых отмечен Вашурин П. С.
(в приказах ВГК ошибочно именуется Батурин)
- За форсирование реки Сан, прорыв обороны противника и овладеие городом и крепостью Перемышль и городом Ярослав — важными узлами коммуникаций и мощными опорными пунктами обороны немцев, прикрывающими пути на Краков. 28 июля 1944 года № 156
- За овладение центром Домбровского угольного района городом Катовице, городами Семяновиц, Крулевска Гута (Кенигсхютте), Миколув (Николаи) и захват в немецкой Силезии крупного промышленного центра города Беутен, полное очищение от противника Домбровского угольного района и южной части промышленного района немецкой Верхней Силезии. 28 января 1945 года. № 261

Других стран
- Орден «Легион почёта» (США) (16.05.1945)
- Орден Красного Знамени (ЧССР)
- Медали

## Сочинения
- Бросок в Карпаты. // Военно-исторический журнал. — 1995. — № 3. — С.79-85.

## Семья
Дочь Неллия Петровна Вашурина (1934 г. р.), сын Юрий Петрович Вашурин (1941 г. р.), дочь Зарина Петровна Вашурина (07.11.1956).
Внук Северин Юрьевич Вашурин (1969 г.р.), внук Алексей Юрьевич Вашурин (1982 г. р.), внук Пётр Андреевич Шишканов (1984 г. р.)